# Omšenie
Omšenie (maďarsky Nagysziklás, do roku 1907 Misén) je obec na Slovensku v okrese Trenčín. Žije v něm přibližně 1 800 obyvatel.
V obci je římskokatolický kostel Narození Panny Marie z první poloviny 13. století. Nachází se zde také detašované pracoviště slovenské Justiční akademie. V obci se narodil barokní spisovatel a překladatel Daniel Krman mladší.

## Historie
První písemná zmínka o vesnici pochází z roku 1332. 
Během osvobozovacích bojů koncem II. světové války podporovali obyvatelé obce příslušníky partyzánské brigády Jana Žižky, působící v okolních horách. Obec byla osvobozena 10. dubna 1945.
Mezi roky 1879 až 1910 v obci hořelo pět požárů. Potok, který protéká obcí, způsobil v letech 1883, 1925, 1957, 1960, 1987 a 1997 povodně.

## Přírodní poměry
Obec Omšenie se nachází v jihozápadní části Strážovských vrchů, pět kilometrů východně od lázeňského města Trenčianske Teplice. V katastrálním území obce leží národní přírodní památka Lánce, přírodní rezervace Omšenská Baba, Žihľavník a přírodní památka Jánošíkova jaskyňa.

## Rodáci
- Daniel Krman ml. (28. srpen 1663 – 23. září 1740), činitel slovenského kulturního života, spisovatel; u příležitosti 300. výročí jeho narození v roce 1963 mu byla v Omšení odhalena pamětní tabule, která je umístěna u vchodu do budovy základní školy.